# Flexibles Fertigungssystem

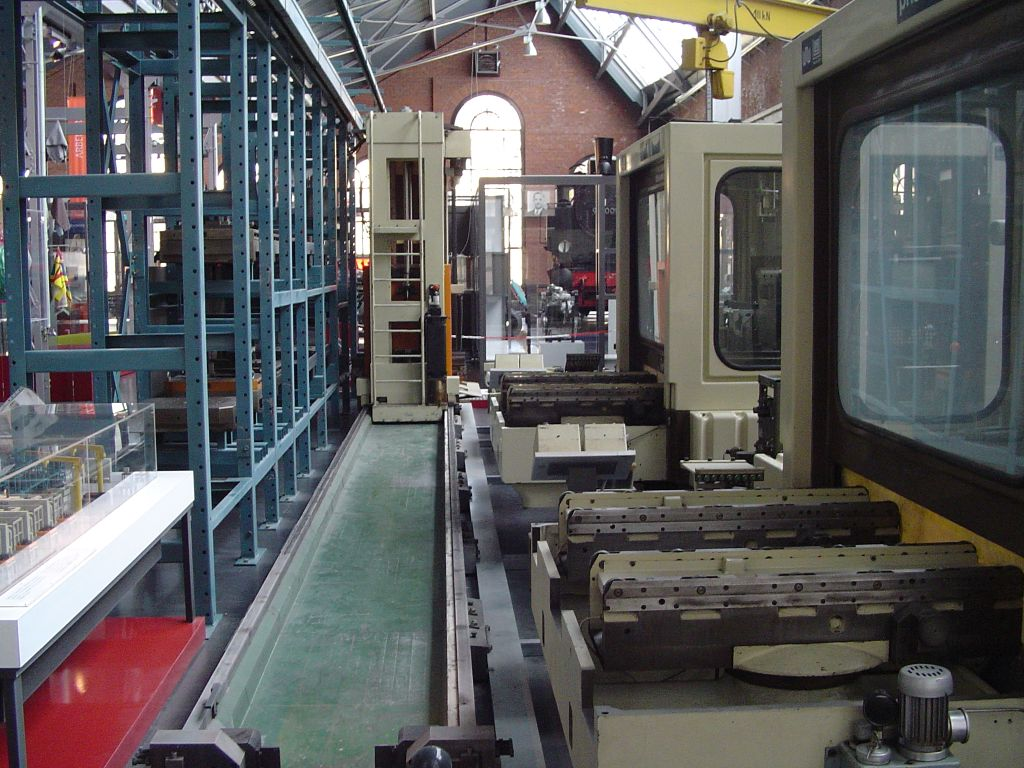
Älteres Flexibles Fertigungssystem mit zwei Bearbeitungsstationen und Paletten-Regalspeicher

Flexible Fertigungssysteme (abgekürzt FFS, auch FMS für flexible manufacturing system) sind Mehrmaschinensysteme zur Bearbeitung von Werkstücken. Die einzelnen Bearbeitungsstationen sind meist handelsübliche numerisch gesteuerte Bearbeitungszentren. Über ein Transport- und Lagersystem sind diese verkettet miteinander verbunden, um so den automatisierten Werkstückfluss zu ermöglichen. Sie haben zusätzlich zu den Bearbeitungsstationen Werkstück- und Werkzeugspeicher mit den entsprechenden Übergabestationen.
Das Aufspannen der Werkstücke und das Magazinieren der Werkzeuge können unabhängig und z. T. zentralisiert durchgeführt werden, wodurch sich Neben- und Verteilzeiten bei den Maschinen einsparen lassen. Durch die Automatisierung des Transports werden außerdem Flächen- und Personalkosten verringert und die Durchlaufzeiten der Aufträge verkürzt.
Die Koordination der einzelnen NC-Steuerungen, der Transportsteuerung sowie anderer dezentraler Steuerungen erfolgt über einen zentralen Leitrechner, an den die einzelnen Zellrechner (Flexible Fertigungszelle) gekoppelt sind. Die Bearbeitungsstationen können einen oder mehrere Bearbeitungsschritte übernehmen.
Obwohl flexible Fertigungssysteme ein hohes Rationalisierungspotential besitzen, sind sie in der Anschaffung teuer und benötigen hochqualifiziertes Personal, das sie bedienen kann. Darum lohnt sich ihre Anschaffung nur bei einer betrieblichen Auftragslage mit fortwährend hohen Stückzahlen.
Das weltweit erste Flexible Fertigungssystem Prisma 2 ging 1971 im Karl-Marx-Städter VEB Fritz-Heckert-Werk in Betrieb. Es bestand aus:
- 8 Bearbeitungszentren
- einer Aufmaßmeßbrücke
- 2 Messmaschinen
- dem Transportsystem.